# Добри Стојановић
Добри Стојановић (Кална, 10. новембар 1943) српски је сликар и графичар.

## Биографија
Рођен је 10. новемба 1943. у Кални где је завршио основну школу. Гимназију је завршио у Београду и дипломирао је на Факултету примењених уметности Универзитета уметности у Београду 1969. године, где је завршио и постдипломске студије 1972. Као стипендиста белгијске владе, специјализовао је графику на La Chambre у Бриселу 1973. године. У Мадриду је, као стипендиста шпанског Министарства културе, усавршавао сликарство 1987. Сликарство је учио у класи професора Миодрага Вујачића Мирског и Божидара Џмерковића, а специјализовао је у класи професора Агустин Убеда Ромера у Мадриду. Радио је као професор на Факултету примењених уметности Универзитета уметности у Београду, на Катедри цртања и сликања. Био је дугогодишњи илустратор „Политике Експрес”. Самостално је излагао у Београду 1971. и 1973, Новом Саду и Ивањици 1972, Бриселу 1973, Сомбору 1974, Скопљу и Битољу 1975, Куманову, Бања Луци, Лијежу, Загребу, Нишу, Паризу, Подгорици, Мадриду, Сарајеву, Крушевцу и другим местима, а групно у преко двеста педесет места у Југославији и осамдесетак у иностранству од 1969. године. О његовом делу су писали бројни домаћи и страни ликовни критичари и заступљен је у неколико књига о савременој ликовној уметности, као и у Енциклопедији Британика. Добитник је двадесетак значајних награда из домена графике, цртежа и сликарства у земљи и свету. Његова дела се налазе у светским музејима и колекцијама, у Народном музеју Србије, Музеју савремене уметности у Београду, Краљевској библиотеци „Алберт I” у Бриселу, Музеју лепих уметности у Лијежу, Музејима савремене уметности у Кракову, Севиљи, Сеулу, Мастрихту, Токију и другим. Поред сликарства, цртежа и графике, бави се мозаиком, таписеријом, илустрацијама, опремом књиге и теоријом уметности. Члан је Удружења ликовних уметника Србије. Живи у Београду.

## Награде
- Прва награда ЦК СО Србије за цртеж 1968.[1]
- Велика награда на Првом интернационалном бијеналу портрета у Тузли 1968.[1]
- Награда Универзитета уметности у Београду за плакат 1969.[1]
- Награда Фонда „Ђорђа Андрејевића Круна” у Београду 1971.[1]
- Октобарска награда Београда за стручне и научне радове студената 1971.[1]
- Прва награда Колоније за графику у Ивањици 1972.[1]
- Друга награда на Пролећној изложби УЛУС-а 1974.[1]
- Друга награда на Тријеналу графике у Сомбору 1975.[1]
- Откупна награда на југословенском Тријеналу цртежа 1975.[1]
- Прва награда за цртеж на изложби „Свет у коме живимо” 1975.[3]
- Гран при на Петом интернационалном бијеналу у Сеулу 1986.
- Велика награда на Четвртом интернационалном бијеналу портрета у Тузли 1986.
- Maximo Ramos на Седмој међународној изложби графике у Коруњи 1990.
- Вукова награда 2022.[2]